# 圣洛
圣洛（法語：Saint-Lô，法語：[sɛ̃ lo] ⓘ），法国西北部城市，诺曼底大区芒什省的一个市镇，同时也是该省省会，下辖圣洛区，其市镇面积为23.2平方公里，2022年1月1日时人口数量为19,352人，是芒什省人口第二多的市镇，次于港口城市瑟堡，在法国城市中排名第495位。
圣洛位于芒什省中东部，是该省的行政、文化中心。圣洛在二战时期受到严重破坏，97%的建筑物被毁，被作家萨缪尔·贝克特称为“废墟之都”（Capitale des Ruines），战后被授予法国荣誉勋章之城的名号，至20世纪60年代已基本完成恢复重建。

## 地名来源
“圣洛”一名出现于中世纪，来源于基督教圣人库唐斯的洛，其中后来逐渐变成。

## 历史

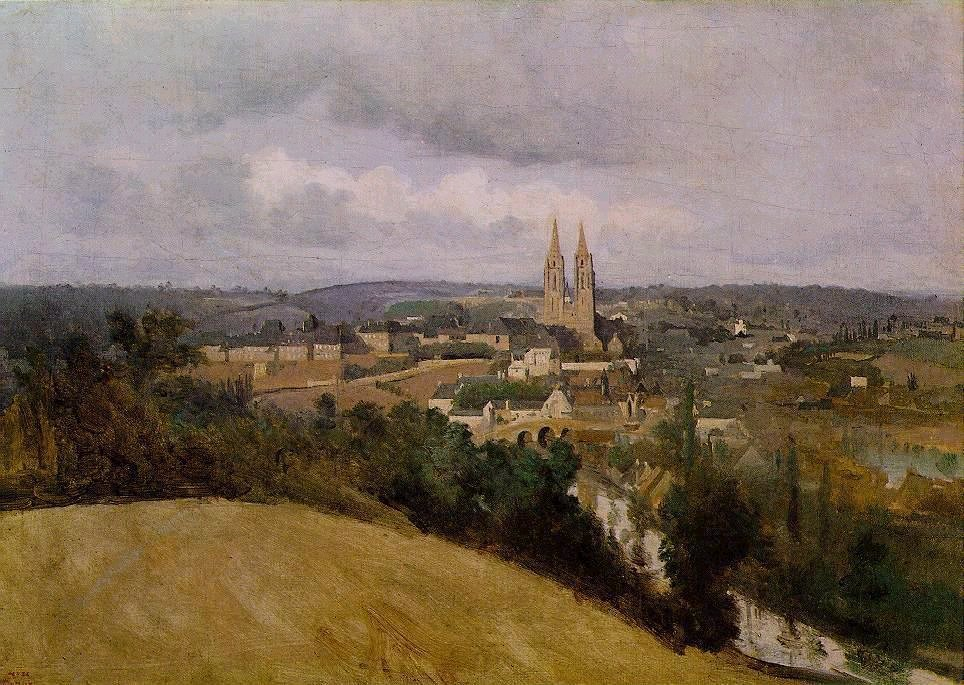
19世纪的圣洛

圣洛历史上为乌内尔人的活动范围，后成为罗马帝国的一部分。中世纪时，维京人占领此地，成为诺曼底公国的一部分。诺曼征服英格兰时期，亨利一世获得了圣洛，并加强军事防御，新建了城墙。腓力二世收复诺曼底后，圣洛的制革和纺织业得到发展，成为诺曼底的第三大城市，仅次于鲁昂和卡昂。法国文学奖让·弗鲁瓦萨尔曾将圣洛描述为“诺曼底地区一座极其富饶的城市”。法国大革命后，圣洛于1796年成为芒什省的首府，拿破仑曾在圣洛建立了国立马场。工业革命时期，由于当地保守派的反对，连接巴黎和瑟堡的铁路未能从圣洛通过，加之同一时期航海业的发展，造成圣洛的工业水平长期落后于其它地区，人口数量也开始下降。第二次世界大战末期，联军为围剿纳粹，对圣洛进行了猛烈的轰炸，造成其市区97%的建筑物被毁，被称为“废墟之都”，芒什省政府也于1944至1953年间临时迁至库唐斯。圣洛的战后重建工作一直持续到了20世纪60年代初。1964年，两个相邻的市镇：圣洛地区圣十字和圣洛地区圣托马合并入圣洛的市镇范围。

## 地理

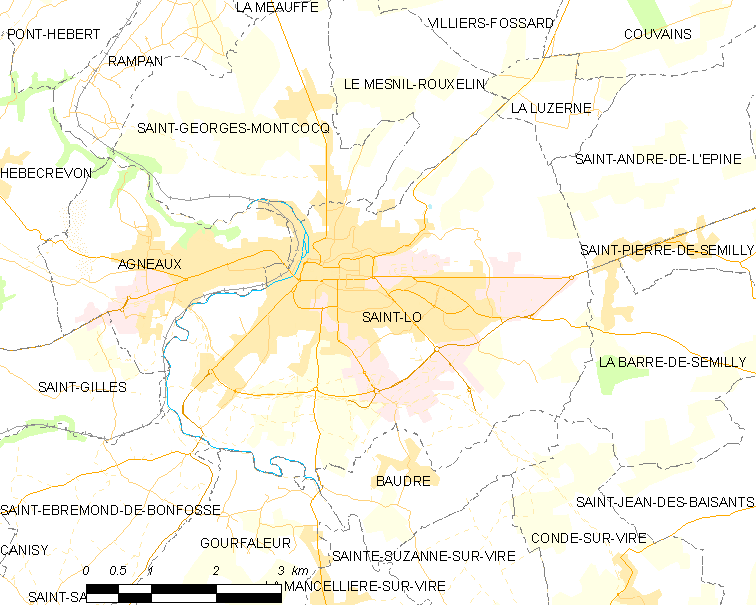
圣洛市镇范围地图

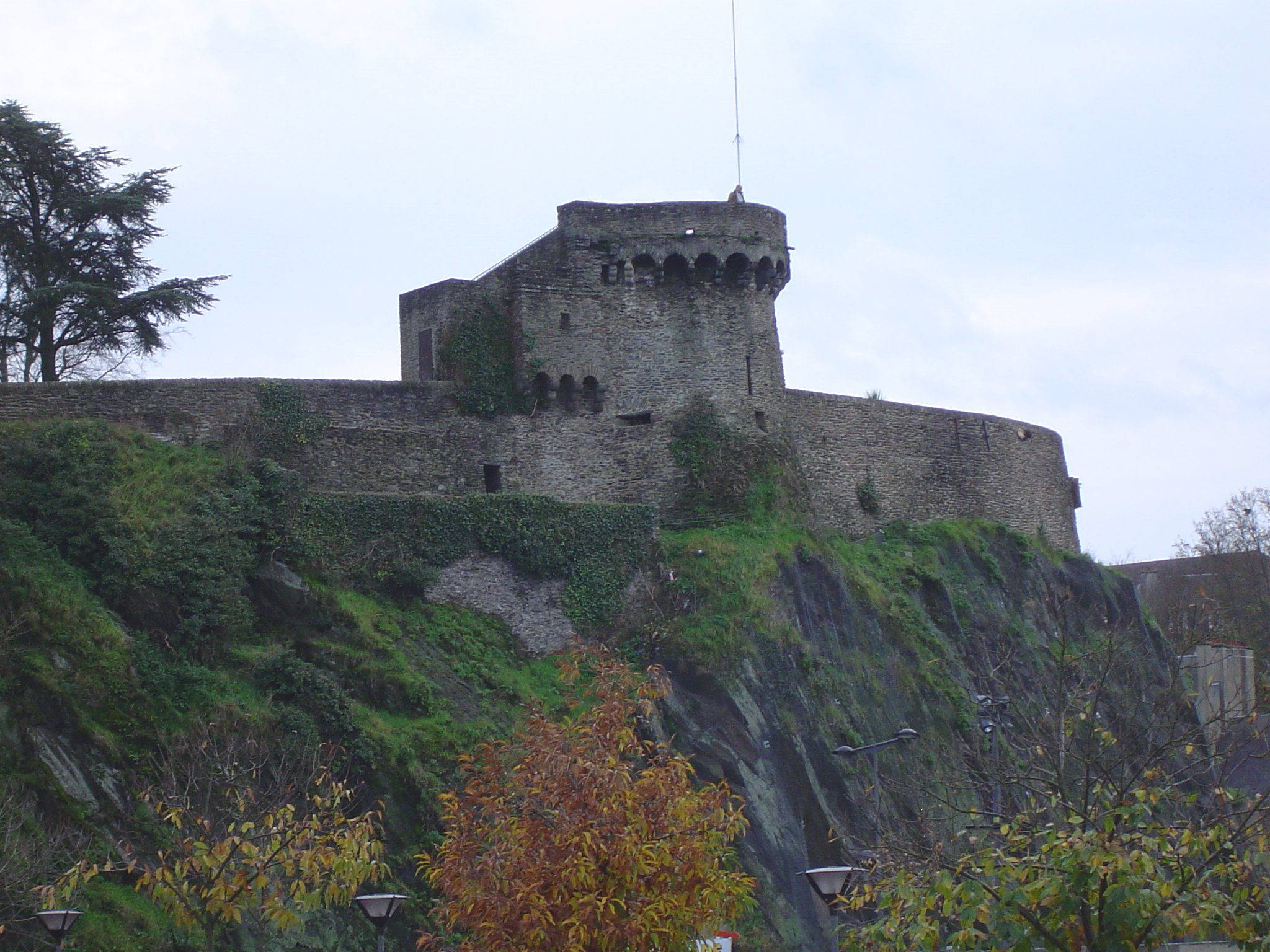
圣洛城墙

圣洛位于法国西北部，诺曼底大区西部和芒什省中部，距离首都巴黎大约270公里，距离大区首府鲁昂大约195公里。与圣洛接壤的市镇包括：阿尼欧、拉巴尔德瑟米伊、博德尔、拉吕泽讷、勒梅尼勒鲁克瑟兰、圣安德烈德莱皮讷、圣乔治蒙科克、圣吉勒、卡尼西、维尔河畔孔代、布尔瓦莱。

### 地形
圣洛位于科唐坦半岛的东南部，境内以浅丘地貌为主。老城区位于一处丘陵余脉之上，呈东西走向，比周边地区高出30米左右，整个圣洛的海拔则在7至134米之间。

### 水文
圣洛位于维尔河一处曲流的外侧，该河圣洛段水流平缓，平均宽度在50米左右。

### 植被
圣洛属于温带落叶林区，市区内的主要绿地公园包括多莱山谷（Vallon de la Dollée）、省府花园（Jardin de la Préfecture）等，均常年免费向公众开放。
在鲜花城市的评比中，圣洛被评为3星级鲜花城市。

### 气候
圣洛在柯本气候分类法中属于典型的温带海洋性气候，正面受到北大西洋暖流的影响，年温差较小，降水分布均匀。
圣洛附近的维尔河畔孔代设有气象站，以下为该气象站的数据：
| 维尔河畔孔代 1981–2010年 | 维尔河畔孔代 1981–2010年 | 维尔河畔孔代 1981–2010年 | 维尔河畔孔代 1981–2010年 | 维尔河畔孔代 1981–2010年 | 维尔河畔孔代 1981–2010年 | 维尔河畔孔代 1981–2010年 | 维尔河畔孔代 1981–2010年 | 维尔河畔孔代 1981–2010年 | 维尔河畔孔代 1981–2010年 | 维尔河畔孔代 1981–2010年 | 维尔河畔孔代 1981–2010年 | 维尔河畔孔代 1981–2010年 | 维尔河畔孔代 1981–2010年 |
| 月份                     | 1月                      | 2月                      | 3月                      | 4月                      | 5月                      | 6月                      | 7月                      | 8月                      | 9月                      | 10月                     | 11月                     | 12月                     | 全年                     |
| ------------------------ | ------------------------ | ------------------------ | ------------------------ | ------------------------ | ------------------------ | ------------------------ | ------------------------ | ------------------------ | ------------------------ | ------------------------ | ------------------------ | ------------------------ | ------------------------ |
| 历史最高温 °C（°F）      | 16.6 (61.9)              | 20.4 (68.7)              | 22.9 (73.2)              | 27 (81)                  | 30.9 (87.6)              | 35 (95)                  | 35.1 (95.2)              | 38.3 (100.9)             | 31.9 (89.4)              | 28.6 (83.5)              | 20.6 (69.1)              | 17.1 (62.8)              | 38.3 (100.9)             |
| 平均高温 °C（°F）        | 8.7 (47.7)               | 9.4 (48.9)               | 12.3 (54.1)              | 14.7 (58.5)              | 18.4 (65.1)              | 21.2 (70.2)              | 23.5 (74.3)              | 23.5 (74.3)              | 20.7 (69.3)              | 16.6 (61.9)              | 12.1 (53.8)              | 8.9 (48.0)               | 15.8 (60.4)              |
| 日均气温 °C（°F）        | 5.4 (41.7)               | 5.5 (41.9)               | 7.8 (46.0)               | 9.4 (48.9)               | 13 (55)                  | 15.7 (60.3)              | 17.8 (64.0)              | 17.7 (63.9)              | 15.1 (59.2)              | 12 (54)                  | 8.2 (46.8)               | 5.6 (42.1)               | 11.1 (52.0)              |
| 平均低温 °C（°F）        | 2 (36)                   | 1.6 (34.9)               | 3.3 (37.9)               | 4.2 (39.6)               | 7.6 (45.7)               | 10.1 (50.2)              | 12.1 (53.8)              | 11.9 (53.4)              | 9.5 (49.1)               | 7.5 (45.5)               | 4.3 (39.7)               | 2.3 (36.1)               | 6.4 (43.5)               |
| 历史最低温 °C（°F）      | −19 (−2)                 | −12.8 (9.0)              | −10.5 (13.1)             | −5.5 (22.1)              | −3 (27)                  | 0 (32)                   | 2.9 (37.2)               | 2.1 (35.8)               | −1 (30)                  | −6.2 (20.8)              | −8.9 (16.0)              | −11.8 (10.8)             | −19 (−2)                 |
| 平均降水量 mm（）        | 98.2 (3.87)              | 71.3 (2.81)              | 75.9 (2.99)              | 63.7 (2.51)              | 69.7 (2.74)              | 61 (2.4)                 | 56.2 (2.21)              | 59.4 (2.34)              | 73.3 (2.89)              | 99 (3.9)                 | 97.8 (3.85)              | 112 (4.4)                | 937.5 (36.91)            |
| 月均日照時數             | 72.8                     | 102                      | 148.7                    | 174.5                    | 206.8                    | 232.9                    | 233.1                    | 233.9                    | 197.7                    | 127.9                    | 89.8                     | 72.4                     | 1,892.5                  |
| 来源：Infoclimat         |                          |                          |                          |                          |                          |                          |                          |                          |                          |                          |                          |                          |                          |

## 行政区划

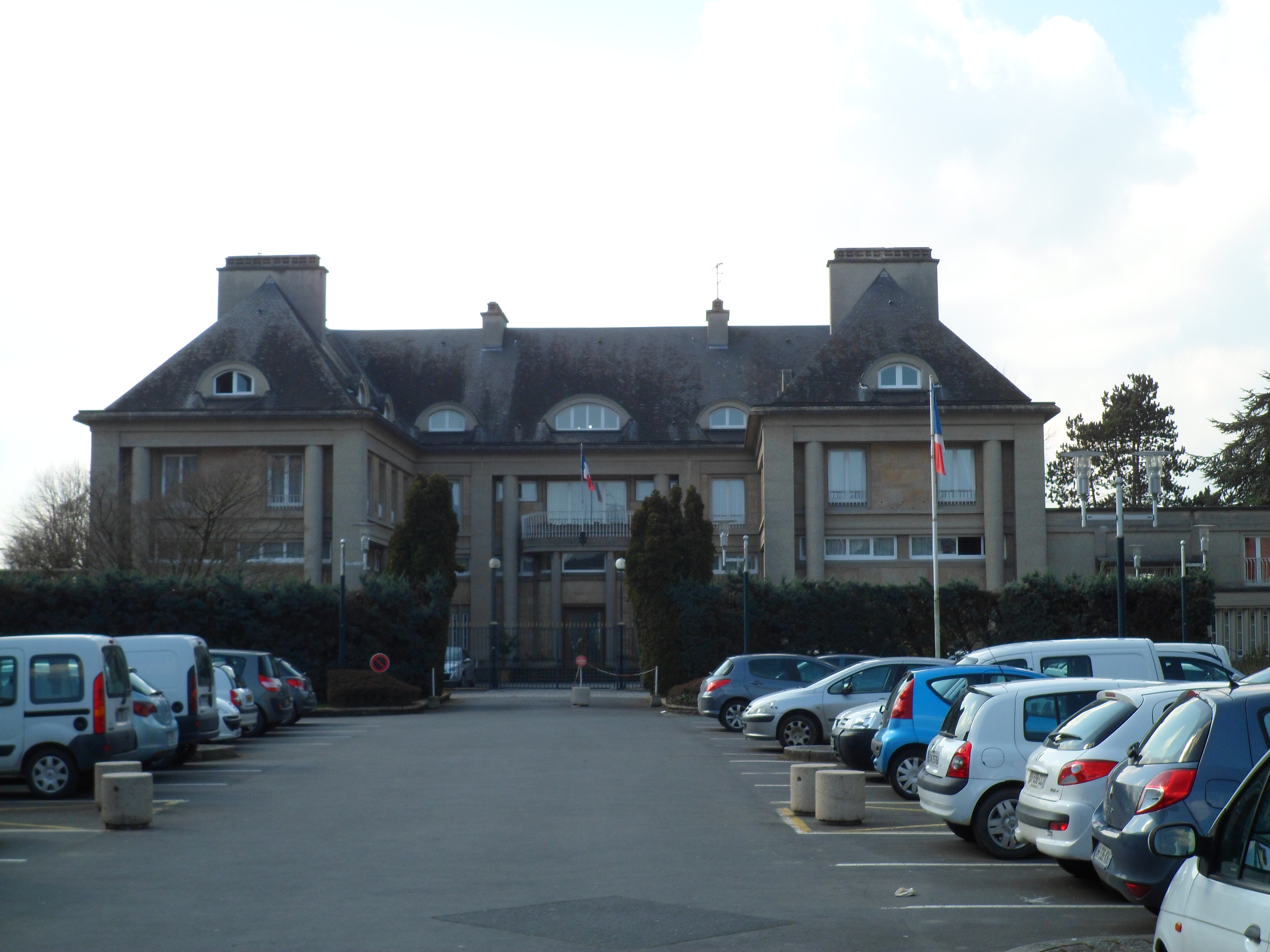
芒什省省政府大楼

圣洛是法国诺曼底大区芒什省的一个市镇，编号为50502，它也是芒什省的省会。圣洛下辖圣洛区，隶属于芒什省第一选区，管理圣洛第一县和第二县，同时也是圣洛城市圈公共社区的办公驻地。
法国国家统计与经济研究所（简称）在进行数据统计时，将圣洛及相邻的另外两个市镇（阿尼欧和圣乔治蒙科克）设为圣洛城市核心区，并将包括核心区在内的周边共37个市镇划为圣洛城市区。自2020年起，圣洛城市区被包含63个市镇的圣洛城市辐射区代替。此外，还将圣洛市镇分为了9个“块区”（IRIS），以便于统计人口分布情况。

## 交通

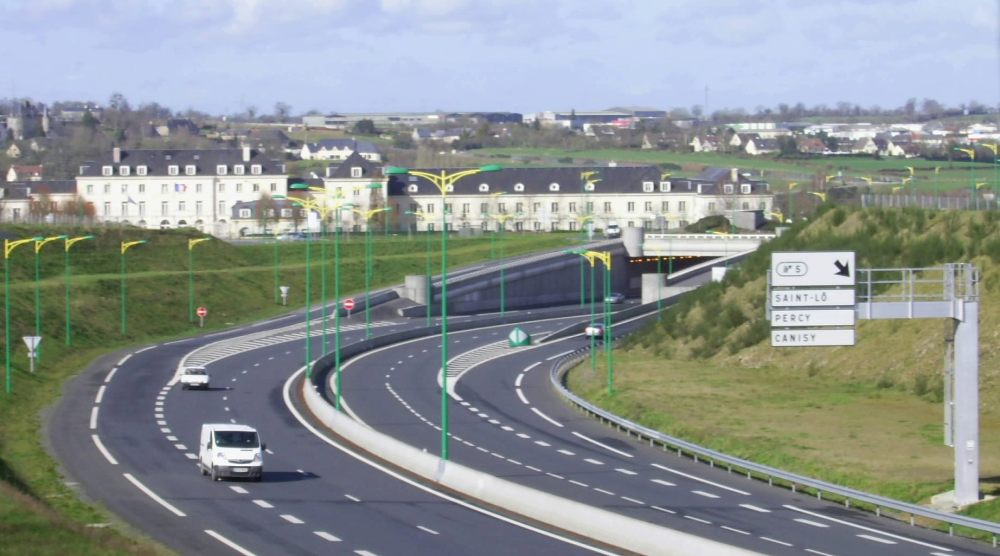
法国国道174线圣洛段

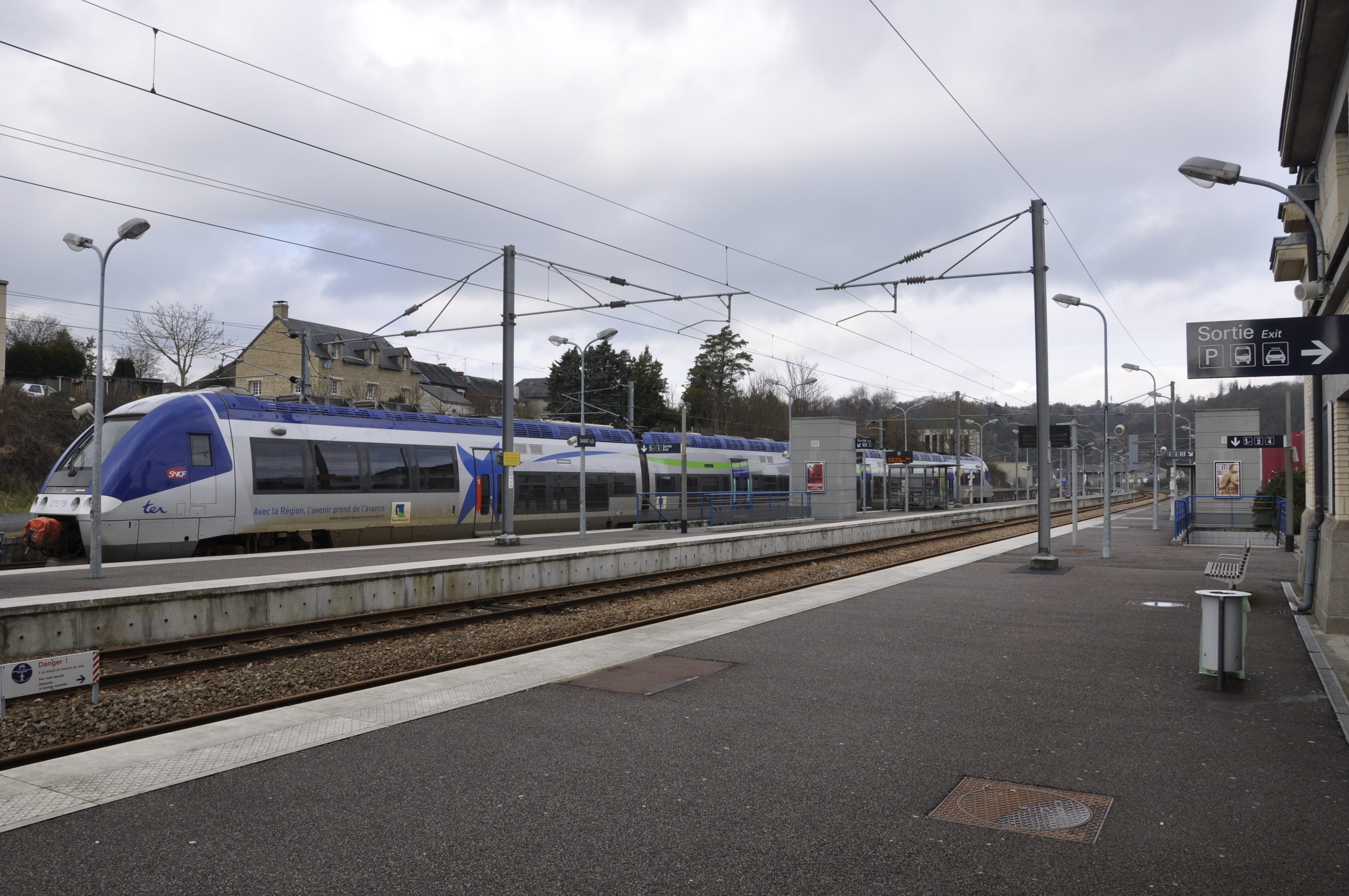
圣洛火车站

### 公路
法国国道174线和多条芒什省省道在圣洛交汇，其中前者可连通法国国家A84号高速公路。芒什省城际客运开行由圣洛前往瑟堡、格朗维尔及周边主要市镇的汽车线路。
2017年，73.3%的圣洛家庭拥有至少一辆私人汽车。2019年，圣洛境内共发生各类交通事故21起，共造成28人受伤。

### 铁路
圣洛位于利松－朗巴勒铁路线上，该铁路圣洛以北的路段已完成电气化，曾于2008年至2010年间开行由圣洛直达巴黎的城际列车，后因乘客数量不足而停运。圣洛火车站位于圣洛市区西部，该站每天停靠连接卡昂和雷恩之间的区域列车，停靠库唐斯、格朗维尔等地。该站为法国B类铁路车站，2018年共发送旅客数量18.7万人次。

### 航空
距离圣洛最近的民用机场为卡昂-卡尔皮凯机场。

### 城市公共交通
圣洛城市公共交通成立于1980年，其商业名称为，由法国交通发展集团运营，现开行5条公交线路，覆盖了圣洛城市圈公共社区内的大部分街区。

## 人口
2018年，圣洛市镇人口数量为19,024，在法国排名第495位。其中男性8,716人，女性10,400人，75岁及以上人口占10.5%，外籍人口数量为5,365人，人口密度为820人/平方公里，当地居民被称为（男性）或（男性）或（女性）。2019年，圣洛境内出生156人，死亡人口231人。
| 年份   | 1936   | 1946  | 1954   | 1962   | 1968   | 1975   | 1982   | 1990   | 1999   | 2006   | 2011   | 2016   | 2018   |
| ------ | ------ | ----- | ------ | ------ | ------ | ------ | ------ | ------ | ------ | ------ | ------ | ------ | ------ |
| 人口數 | 11,814 | 6,010 | 11,778 | 15,388 | 18,615 | 23,221 | 23,212 | 21,546 | 20,090 | 19,643 | 18,874 | 18,961 | 19,024 |

尽管圣洛的芒什省的省会，但并非该省人口最多的市镇。芒什省北部海滨城市科唐坦地区瑟堡人口数量超过8万，是该省人口数量最多的市镇。

## 政治

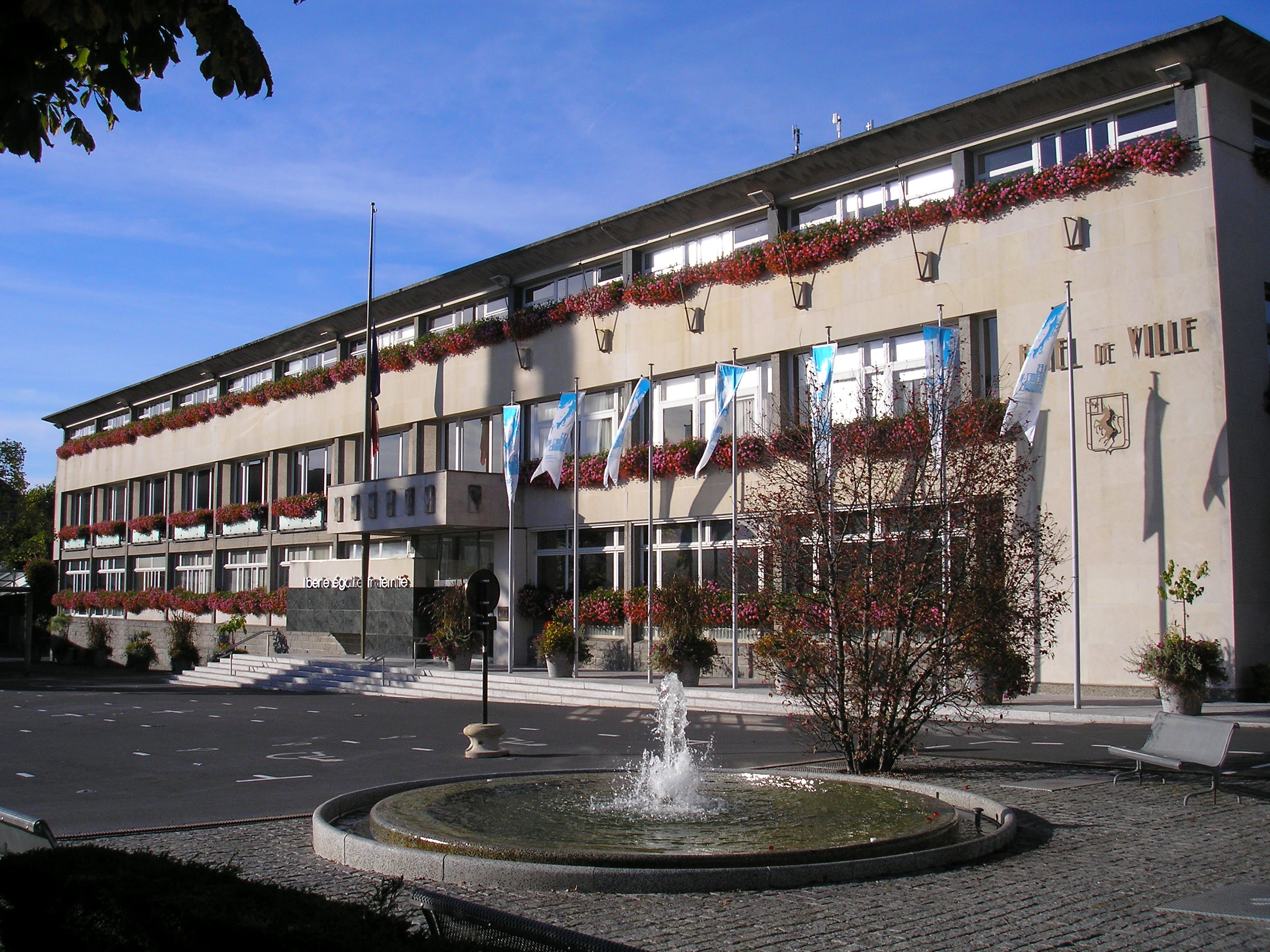
圣洛市政厅

现任圣洛市长为埃马纽埃尔·勒热纳（Emmanuelle Lejeune）女士，她是一名无党派人士，在2020年的市政选举中获得43.56%的支持率。
| 圣洛历届市长   |                   |                           |
| 任期           | 市长              | 党派                      |
| 1945年－1953年 | 乔治·拉瓦莱       | 不详                      |
| 1953年－1971年 | 亨利·利埃巴尔     | 不详                      |
| 1971年－1977年 | 让·帕图纳         | FNRI共和独立人士民族联盟  |
| 1977年－1983年 | 贝尔纳·迪皮伊     | PS社会党                  |
| 1983年－1989年 | 让·帕图纳         | UDF法国民主联盟 →LR共和黨 |
| 1989年－1995年 | 贝尔纳·迪皮伊     | PS社会党                  |
| 1995年－2014年 | 弗朗索瓦·迪加尔   | UMP人民运动联盟           |
| 2014年－2020年 | 弗朗索瓦·布里埃   | DVD右翼无党派人士         |
| 2020年－       | 埃马纽埃尔·勒热纳 | 無黨籍                    |

在2017年法国大选的第一轮选举和第二轮选举当中，法国现任总统马克龙在圣洛分别获得29.99%和76.93%的支持率，居所有候选人首位。

## 经济

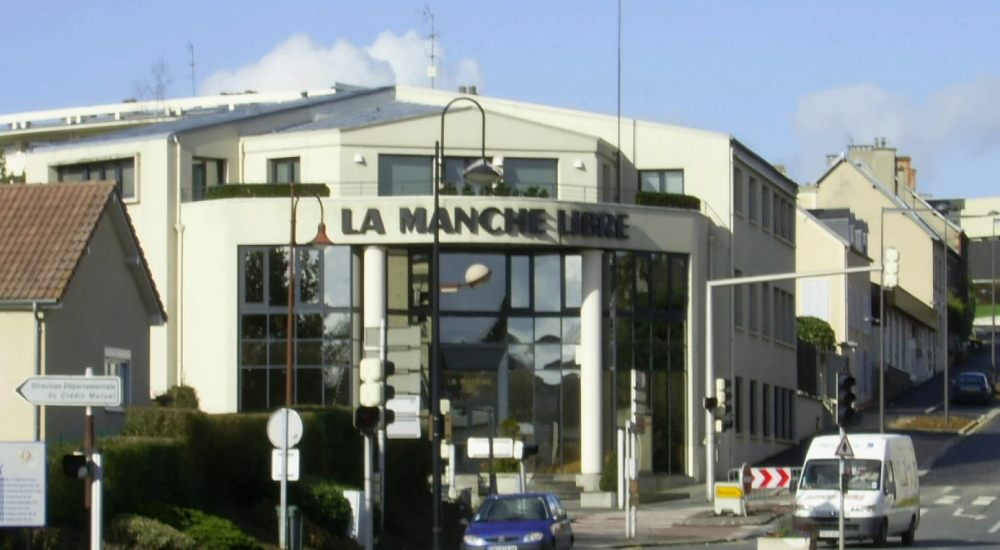
《自由芒什》报社

圣洛是一个区域性的中心城市，当地共有各类用人单位2,835家，平均历史为19年，其中95.41%为中小型企业（PME）。（花鸟市场销售）、（汽车销售）及（汽车零件生产）是当地2019年营业额最高的三个企业，分别为222,582,910欧元、116,348,304欧元和89,189,827欧元。

## 财政收入
2019年，圣洛的财政收入总额为24,386,800欧元，财政支出总额为21,463,500欧元，当年的债务总额为13,502,300欧元。2020年，圣洛共获得6,478,727欧元的国家财政补助，比上一年增加了0.01%。
2017年，圣洛的人均月收入总额为1,959欧元，其中高级职员为3,459欧元，低于法国平均水平（4,214欧元）；中级职员为2,107欧元，低于法国平均水平（2,353欧元）；普通职员为1,672欧元，亦低于法国平均水平（1,690欧元）。
2017年，圣洛境内的青壮年（15至64岁）失业率为15.3%，当地45.5%的家庭拥有纳税资格，平均纳税2,367欧元，低于法国平均水平（3,888欧元）。

## 社会事务

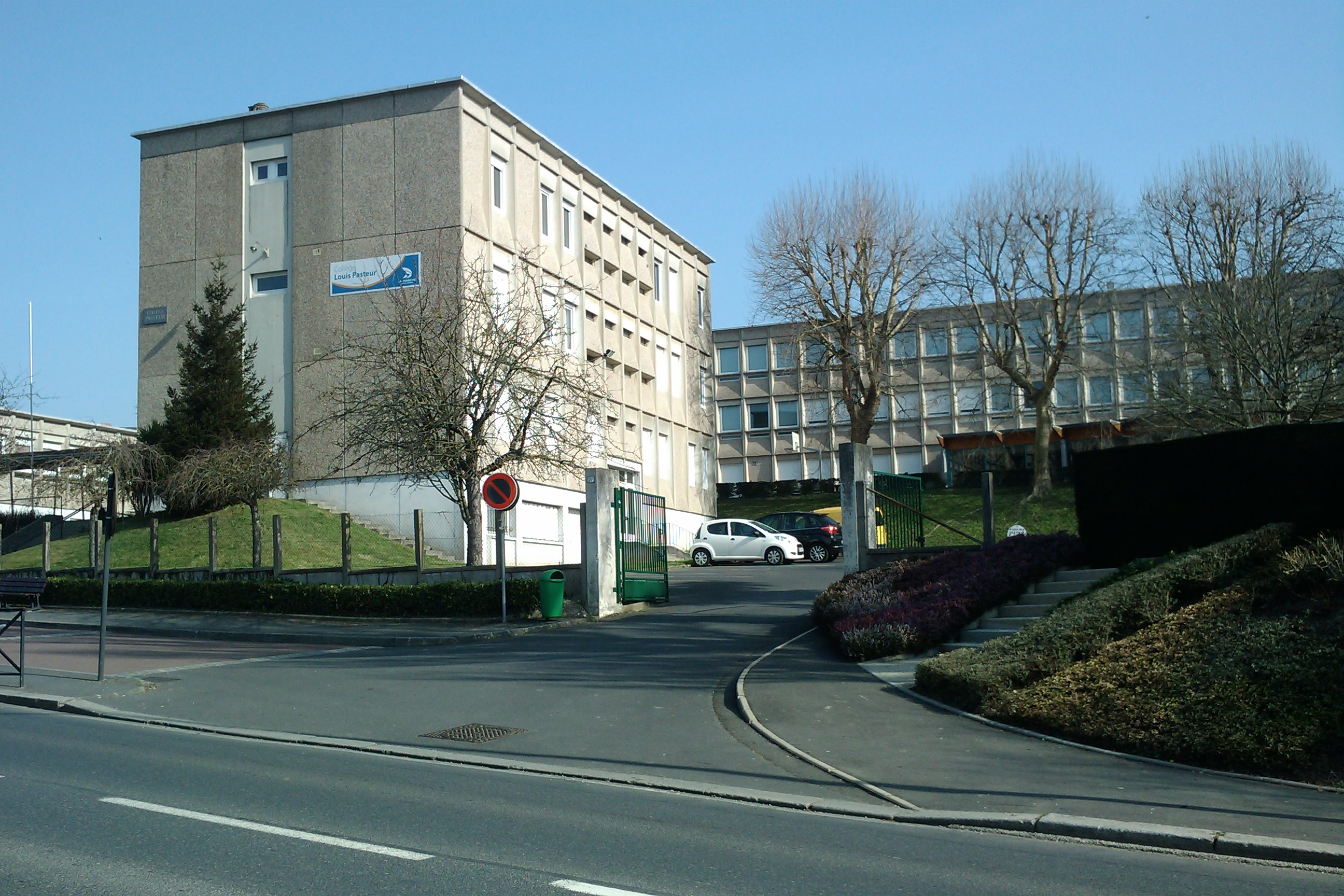
路易·巴斯德高级中学

### 科研教育
圣洛属于诺曼底学区。截止2018年底，圣洛境内共有1所幼儿园、8所小学、4所初级中学、3所普通高中和1所职业高中，另有2所卫生学校。2018－2019年学年度，圣洛境内中等阶段在校学生总人数为3,110人。
卡昂-诺曼底大学下属的瑟堡-芒什应用科技学院在圣洛设有校区。

### 医疗
截止2018年1月1日，圣洛境内共有全科医生24名，保健师14名，牙医10名、护士21名、耳科医生1名、眼科医生6名、皮肤科医生3名、助产士3名和妇科医生3名。市区内共有药房10家。
圣洛中心医院（Centre Hospitalier de Saint-Lô）位于圣洛市区西南部，是圣洛城市圈公共社区内最大的综合性医疗机构。
此外，圣洛境内还有4家养老院和10处残疾人帮扶中心。

### 住房

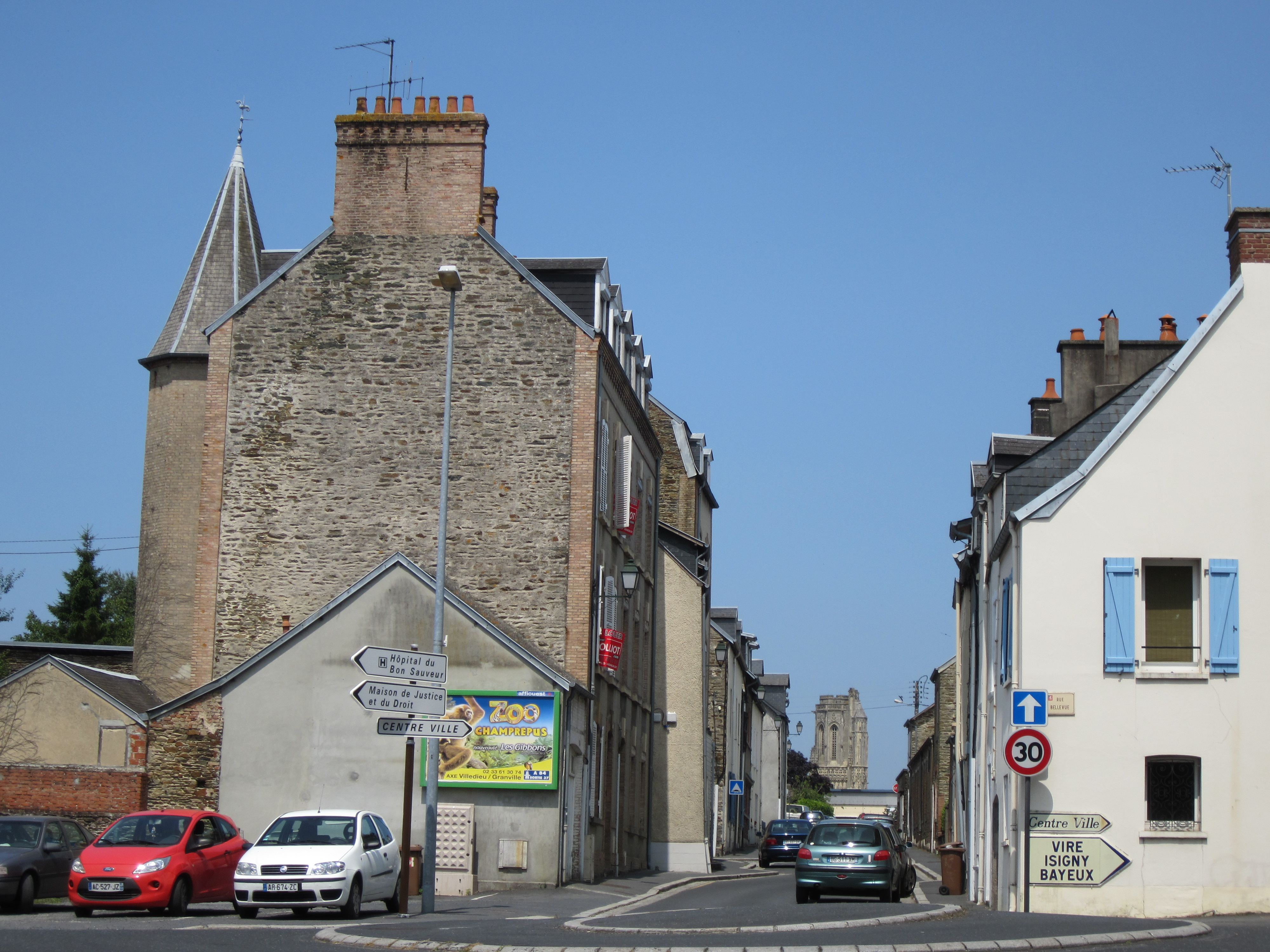
圣洛的一处街区

2017年，圣洛境内共有各类住房11,348套，其中42.3%为独立式居民区，56.7%为集中式居民区。常住房屋占圣洛市镇范围内居民建筑总量的90.4%。
在住房保障政策方面，2017年，圣洛境内共有3,178户家庭获得了住房经济补助，受益人数占总人口数量的16.6%，其中3,116份为房租补助。

### 商业
2019年，圣洛境内共有各类实体商铺519家，其中餐厅66家、大型超市13家、杂货店6家、面包房24家、肉铺8家、书店9家、装饰品店2家、银行门店53家、美容美发店36家、汽车维修店19家，个体性的商铺主要位于圣洛市中心，而圣洛市区东部和东南部则设有开放式商业区，数十家大型商场分布与此。

### 体育
2019年，圣洛境内共有1家游泳池、7间体育馆、1座综合体育场、14处网球场、3处马术场、12处足球或橄榄球场、5处篮球或排球场以及1处高尔夫球场。
截至2021年4月，圣洛境内共有三家注册足球俱乐部，其中圣洛芒什足球俱乐部成立于1965年，2020至2021赛季参加法国全国丙组联赛（法戊），其主场路易·维勒梅尔球场可同时容纳超过五千名观众，是当地规模最大的体育设施。

### 环境
圣洛境内的环境和可持续发展事务由圣洛城市圈公共社区负责。2015年，圣洛市区内共有1家污染企业。

### 治安
2019年，圣洛市镇范围内有1处派出所。
2014年，圣洛及附近地区共发生各类案件1,072起，其中盗窃类案件600起，经济类案件109起，毒品交易类案件98起。

## 文化
2019年，圣洛境内共有1家剧场、1家电影院、2家博物馆和1家音乐厅。圣洛市政府提供多媒体中心，向公众全年开放。

### 建筑
截至2021年4月，圣洛境内共有14处法国文物保护单位，其中国立圣洛马场由拿破仑创立，是当地的代表性景点；圣洛圣母教堂和圣洛城墙则是当地的地标性建筑。

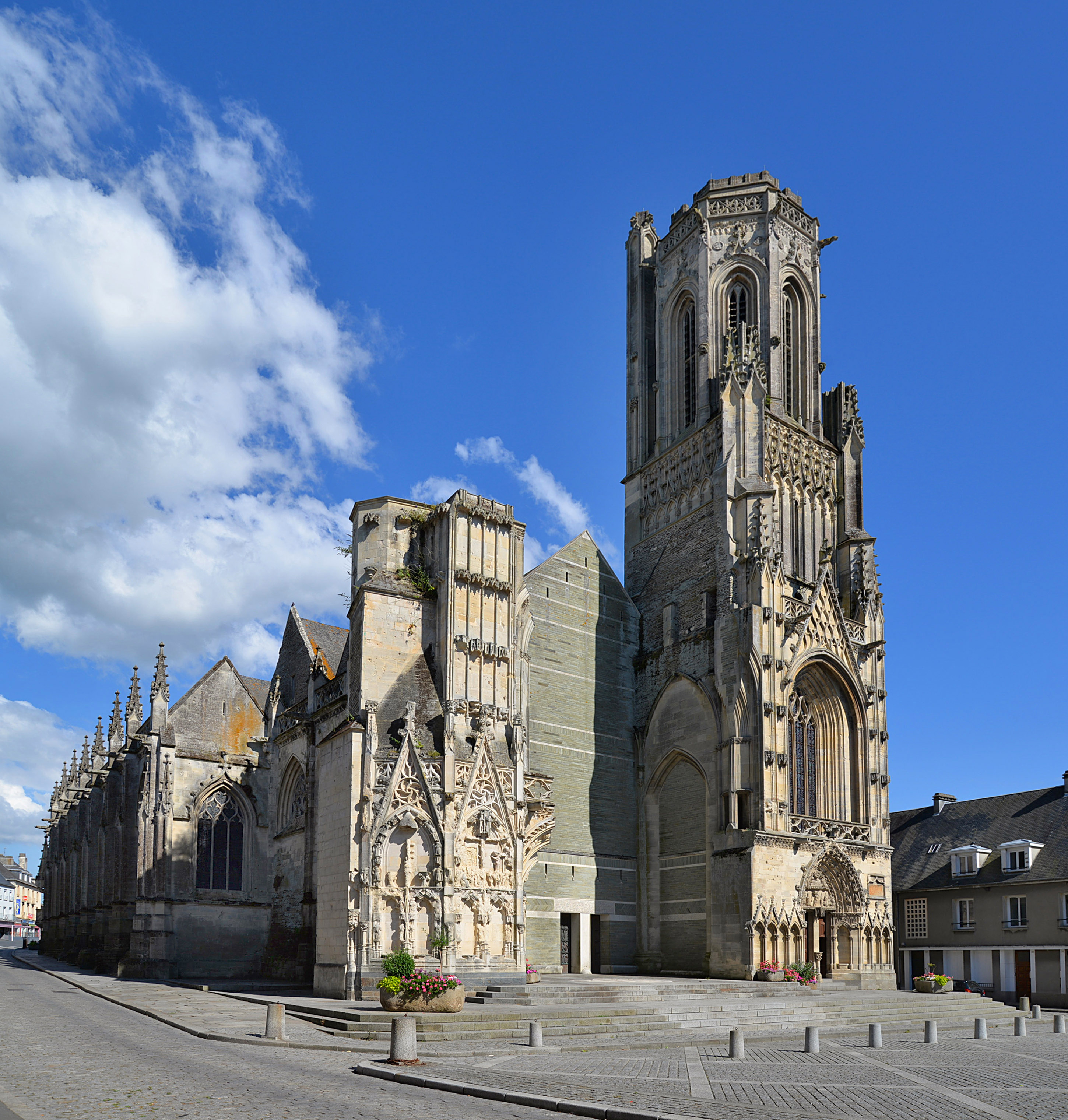
圣母教堂（法语：Église Notre-Dame de Saint-Lô）
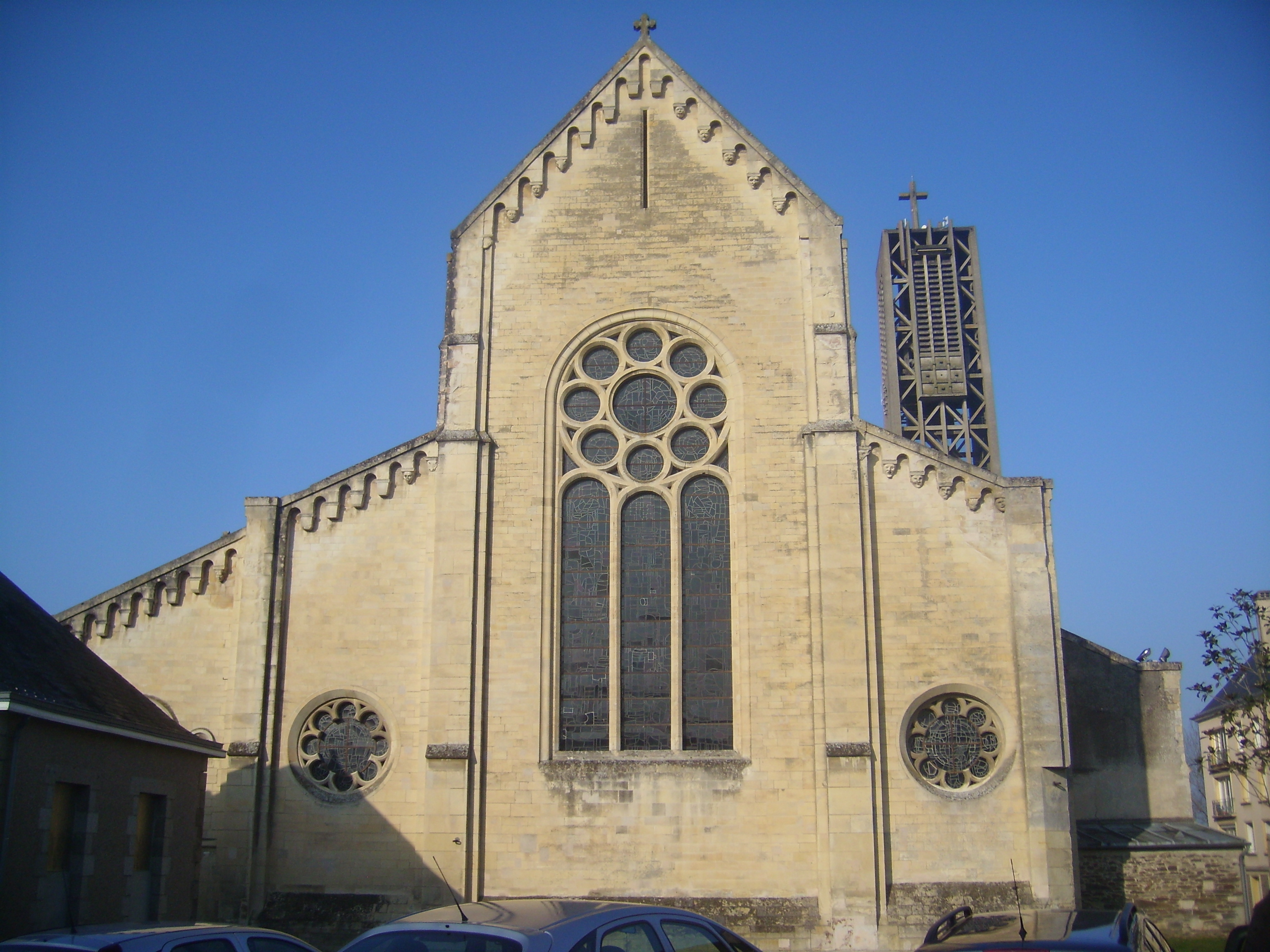
圣十字教堂
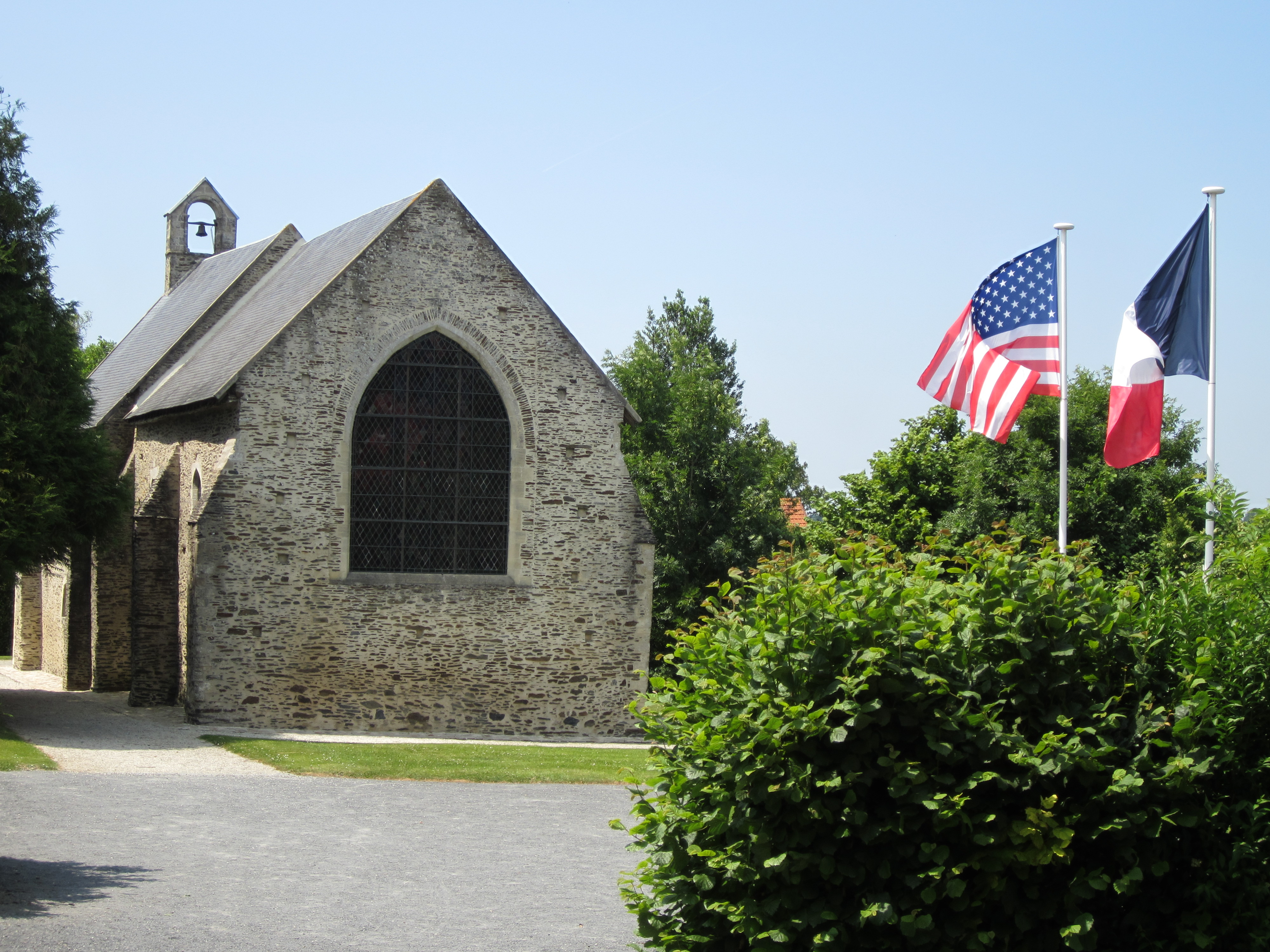
玛德莲小教堂
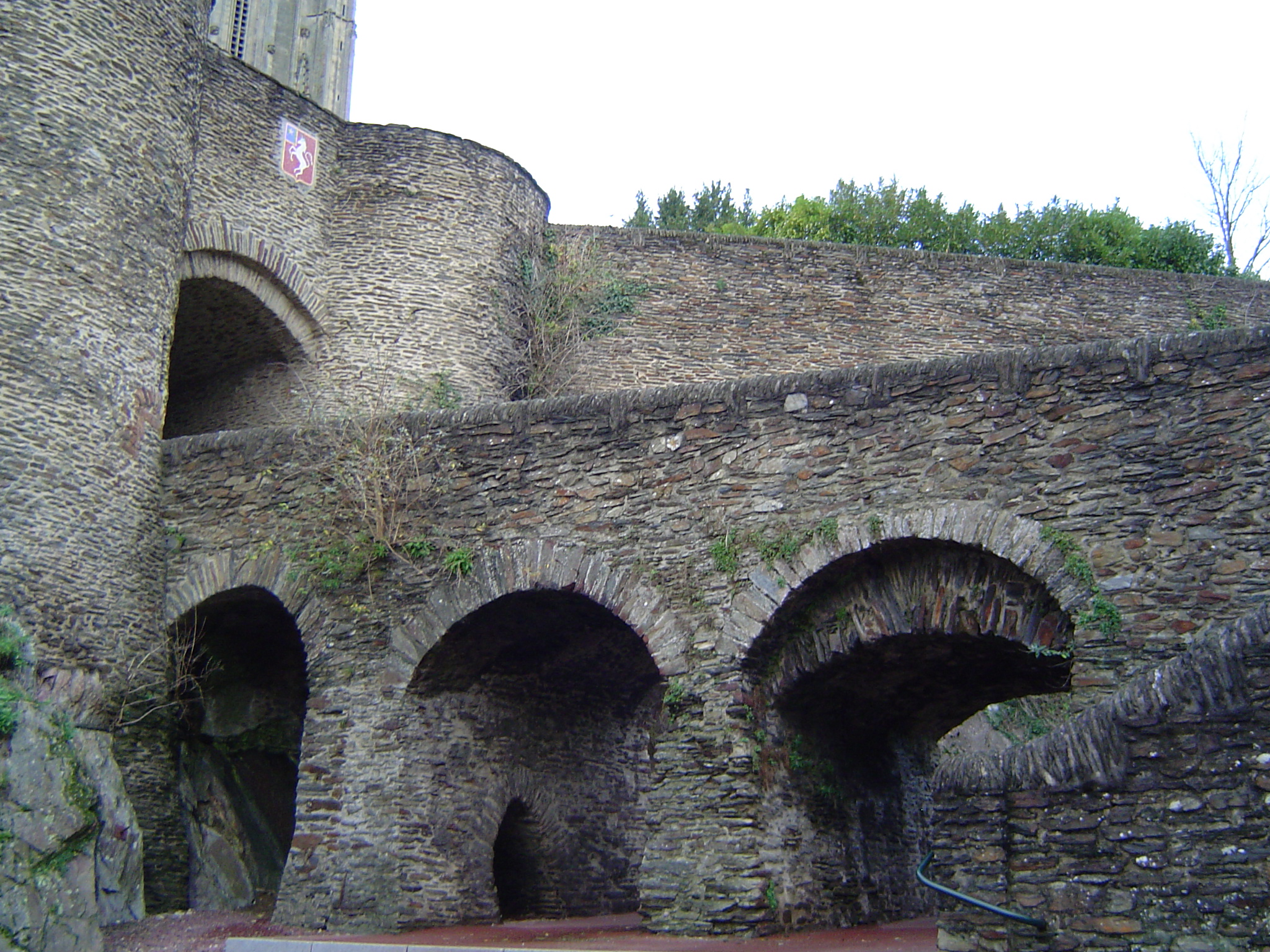
城墙
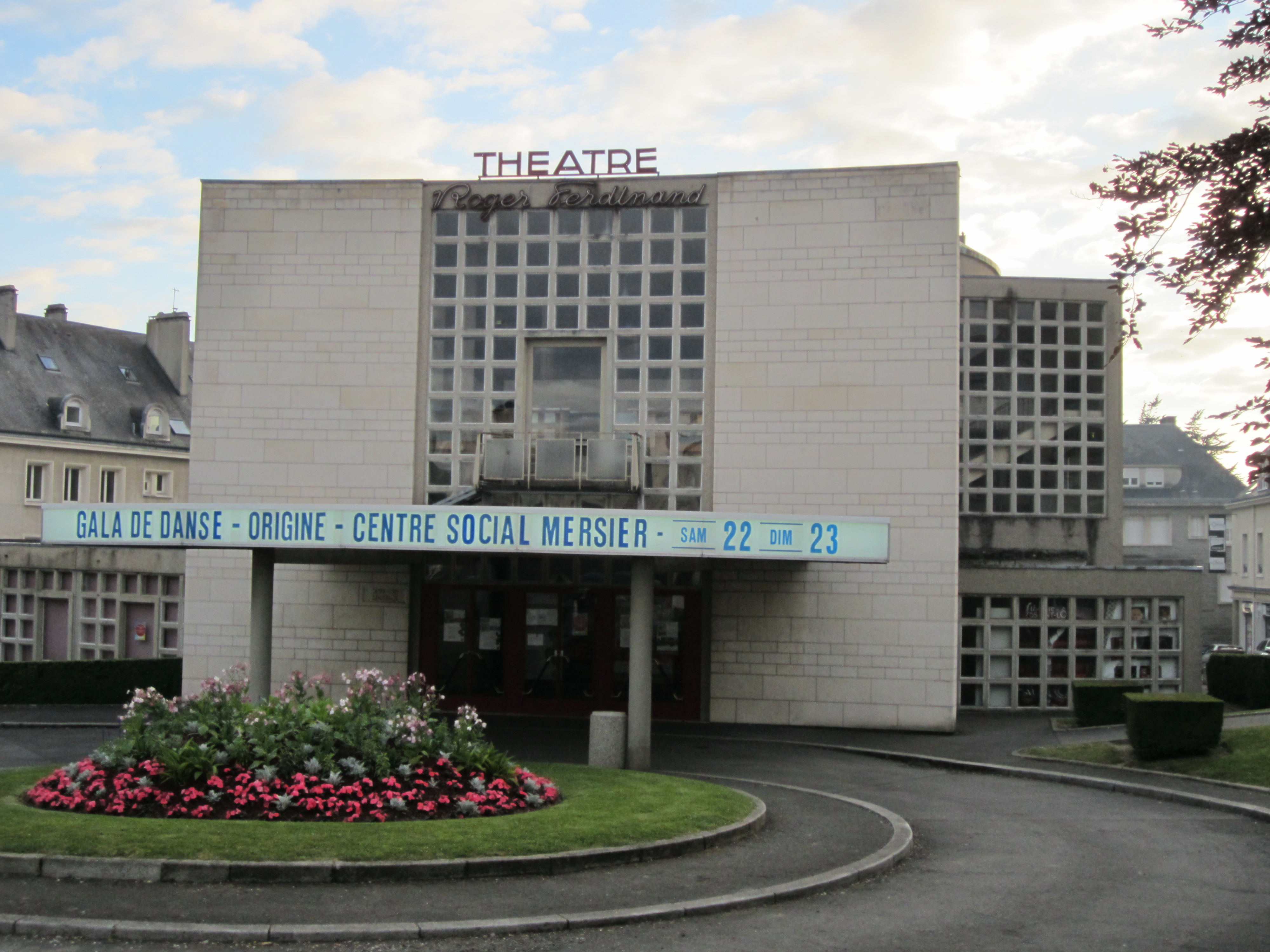
圣洛市政剧场
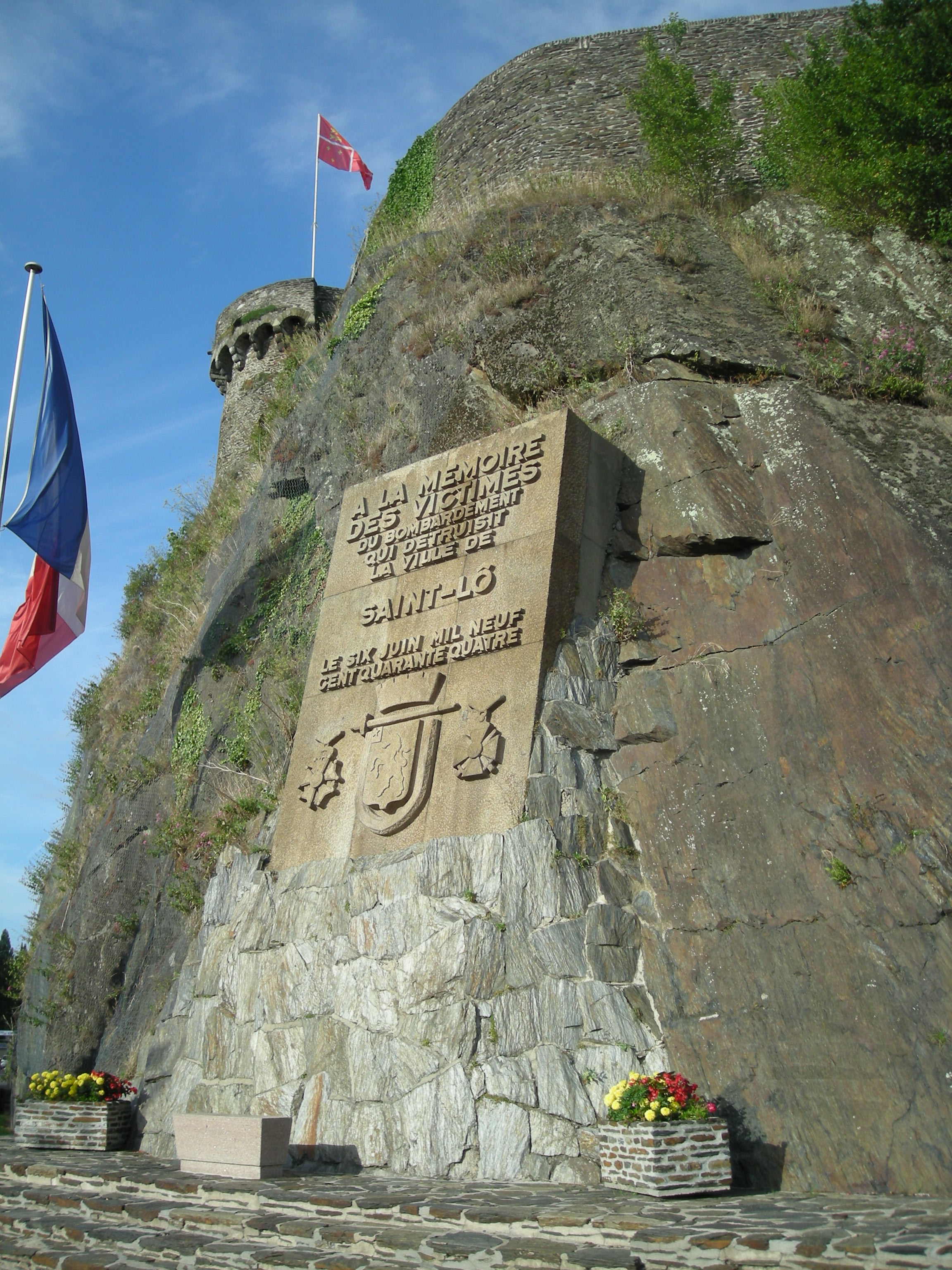
二战纪念碑

### 旅游
圣洛的旅游事务由其所属的公共社区负责。2020年，圣洛境内共有9家宾馆共计361间房间。

### 媒体
法国主要的媒体均可在圣洛接收，法国电视三台下属的诺曼底大区频道在部分时段播出圣洛所属区域的地方新闻。《自由芒什》是芒什省的地方性报刊，其发行总部设于圣洛。

## 相关人物
法国天文学家于尔班·勒威耶、现代作家让·特莱、演员亚历克西·洛雷、足球运动员伯努瓦·勒苏瓦米耶和自行车运动员邦雅曼·埃德兰出生于圣洛。

## 友好城市
截至2021年4月，圣洛共与四座城市互为友好城市关系：
- 比利时 圣吉兰
- 德国 阿倫
- 英格兰 克萊斯特徹奇
- 美国 羅阿諾克